# Rudolf Lipschitz
Rudolf Otto Sigismund Lipschitz (ur. 14 maja 1832 w Królewcu, zm. 7 października 1903 w Bonn) – niemiecki matematyk, profesor uniwersytetów w Bonn, Berlinie i Wrocławiu. Zajmował się teorią liczb i analizą, zwłaszcza teorią szeregów i równaniami różniczkowymi.